# Сентер-Голл (Пенсільванія)
Сентер-Голл (англ. Centre Hall) — місто (англ. borough) в США, в окрузі Сентр штату Пенсільванія. Населення — 1268 осіб (2020).

## Географія
Сентер-Голл розташований за координатами 40°50′41″ пн. ш. 77°41′6″ зх. д. / 40.84472° пн. ш. 77.68500° зх. д. (40.844791, -77.685049).  За даними Бюро перепису населення США в 2010 році місто мало площу 1,61 км², уся площа — суходіл.

## Демографія
Згідно з переписом 2010 року, у селищі мешкало 1265 осіб у 548 домогосподарствах у складі 372 родин. Густота населення становила 785 осіб/км².  Було 574 помешкання (356/км²).
Расовий склад населення:
| - 99,0 % — білих - 0,3 % — азіатів - 0,1 % — корінних американців - 0,1 % — чорних або афроамериканців |

До двох чи більше рас належало 0,5 %. Частка іспаномовних становила 0,6 % від усіх жителів.
За віковим діапазоном населення розподілялося таким чином: 20,1 % — особи молодші 18 років, 58,9 % — особи у віці 18—64 років, 21,0 % — особи у віці 65 років та старші. Медіана віку мешканця становила 42,5 року. На 100 осіб жіночої статі у селищі припадало 88,2 чоловіків;  на 100 жінок у віці від 18 років та старших — 87,6 чоловіків також старших 18 років.
Середній дохід на одне домашнє господарство  становив 66 982 долари США (медіана — 58 594), а середній дохід на одну сім'ю — 74 599 доларів (медіана — 61 979). Медіана доходів становила 41 250 доларів для чоловіків та 40 556 доларів для жінок. За межею бідності перебувало 6,0 % осіб, у тому числі 7,5 % дітей у віці до 18 років та 6,9 % осіб у віці 65 років та старших.
Цивільне працевлаштоване населення становило 570 осіб. Основні галузі зайнятості: освіта, охорона здоров'я та соціальна допомога — 32,8 %, виробництво — 12,6 %, мистецтво, розваги та відпочинок — 9,1 %, будівництво — 7,0 %.